# Гринуички договор
Гринуичкият договор от 1543 г. е мирен договор между Англия и Шотландия. Това е първият опит за сближаването на двете кралства след приблизително 250-годишен период на непрекъснати войни.

## История
Договорът е кулминацията на дипломатическите усилия на Адам Отърбърн, Джордж Дъглас и Уилям Кънингам в Лондон и Ралф Садлър в Единбърг. Специалните лица, представляващи Мария Стюарт (със съгласието на регента), са Кънингам, Джордж Дъглас, Уилям Хамилтън, Джеймс Лиърмонт и Хенри Белнейвс. Емисарите от страна на Хенри са барон Одли Уолдън, Томас Хауърд, Стивън Гардинър (епископ на Уинчестър), Томас Търлби (епископ на Уестминстър), и бароните Сейнт Джон и Джон Гейдж
С договора завършва един от периодите в англо-шотландските войни от първата половина на 16 век, отбелязващ унизителното поражение на шотландците в битката при Солуей Мос през 1542 г. Смъртта на шотландския крал през декември 1542 г. довежда на власт проанглийски настроената част от аристокрацията начело с Арчибалд Дъглас граф Ангъс, групирани около регента на Шотландия, Джеймс Хамилтън, граф Аран, в периода на непълнолетие на кралица Мария Стюарт. Това позволява на английския крал Хенри VIII да сключи изгодния Гринуички договор.

## Условия
В съответствие с условията на договора, между Англия и Шотландия е сключен мир, който е скрепен с династичен брак: мласата кралица на Шотландия Мария Стюарт трябва да се омъжи за сина и наследника на Хенри VIII, Едуард, принц Уелски, бъдещ крал на Англия под името Едуард VI. Бракът трябва да се сключи на доверие, до достигането от Мария Стюарт на десетгодищна възраст, когато шотландската кралица трябва да отиде в английския кралски двор. Последствие от този брачен съюз би могло да е обединение на Шотландия и Англия в единна държава.
Договорът скоро е ратифициран от регента на Шотландия. Кралят на Англия обаче не бърза с ратификацията, пропускайки възможността да прекрати многовековната борба със северния си съсед. Освен това, Хенри VIII изисква незабавното изпращане на Мария Стюарт в Англия и прекратяване на традиционния френско-шотландски съюз. Това предизвиква идването на власт в Шотландия на профренската клика на кардинал Дейвид Битън. На 11 декември 1543 г. шотландският парламент денонсира Гринуичкия договор. Войната е възобновена, шансът за обединение на двете британски държави е пропуснат.